# Eduard Kratzenstein
Eduard Kratzenstein  (* 29. Oktober 1823 in Quedlinburg; † 30. September 1896 in Berlin) war ein deutscher Theologe, Missionsinspektor und theologischer Lehrer bei der Berliner Missionsgesellschaft.

## Leben
Kratzenstein besuchte das Melanchthon-Gymnasium in Quedlinburg und nahm danach das Theologiestudium an Halle/Saale auf. Hier waren Wilhelm Gesenius und August Tholuck, der ihn im Sinne der Erweckungstheologie prägte, seine wichtigsten Lehrer. Nach Tätigkeiten als Hauslehrer in Riggisberg (Kanton Bern) und ab 1851 in Neinstedt (bei Philipp und Marie Nathusius) wurde Kratzenstein 1854 Diakon an der Stiftskirche St. Servatius in seiner Heimatstadt. Dort trat er dem von Johann Christian Wallmann, Inspektor der Rheinischen und dann Direktor der Berliner Missionsgesellschaft, gegründeten Missionsverein bei und kam so in die nähere Berührung mit der Heidenmission.
Auf Wallmanns Betreiben wurde Kratzenstein 1858 zum Inspektor am Missionsseminar der Berliner Missionsgesellschaft berufen, wo er sich der Ausbildung der zukünftigen Missionare als Hauptlehrer und Seelsorger der Missionszöglinge widmete. Mit den Absolventen des Seminars pflegte er einen umfangreichen und vertrauensvollen Briefwechsel. Daneben trat er als Referent bei Missionsveranstaltungen auf und verfasste zahlreiche Aufsätze u. a. in der Allgemeinen Missionszeitschrift. Aus seiner Feder stammen verschiedene Werke über die Geschichte der Berliner Mission und ihrer Arbeitsfelder, eine Festschrift zum fünfzigjährigen Jubiläum der Berliner Mission 1874 und mehrere theologische Abhandlungen. Kratzenstein leitete den Unterricht am Missionsseminar in Berlin bis zu seinem Tode durch einen Blutsturz in seiner Wohnung am 30. September 1896, einen Tag bevor er in den Ruhestand treten wollte.
„Zu Ehren ihres verdienten Missionsinspektors Kratzenstein“  trägt die Missionsstation Mphome bei Haenertsburg in Transvaal (heute Limpopo Province) seinen Namen.

## Auszeichnungen
Für sein wissenschaftliches Werk erhielt Kratzenstein siebzigjährig 1893 den Doktorgrad der Theologie der Universität Greifswald. Darüber hinaus wurde ihm der Rote Adlerorden, der zweithöchste Orden im preußischen Staat, verliehen.

## Veröffentlichungen
- Kurze Geschichte der Berliner Mission in Südafrika. Buchhandlung der Berliner Missionsgesellschaft. Berlin 1878, mehrfache Neuauflagen
- Die Offenbarung St. Johannis für das Verständniß der Gemeinde ausgelegt. Fricke, Halle 1878
- Kurze Geschichte der Berliner Mission. Berlin: Selbstverhandlung des Missionshauses, 1878.
- Die Bedeutung des prophetischen Wortes für das christliche und kirchliche Leben der Gegenwart (1879)
- Zeitfolge der Christianisirung der Völker nach Andeutungen der biblischen Weissagung (1884)
- Blicke in die Zukunft des Menschengeschlechts nach dem prophetischen Wort der heiligen Schrift (1887)
- Kurze Geschichte der Berliner Mission in Süd- und Ostafrika. Berlin 1893,